# Tismice
Obec Tismice se nachází zhruba 28 km východně od centra Prahy a 3 km jihozápadně od Českého Brodu, v okrese Kolín, kraj Středočeský. Žije zde 570 obyvatel. Vesnicí protéká potok Bušinec. Součástí obce je i vesnice Limuzy.
Tismice je také název katastrálního území o rozloze 3,53 km².

## Historie
První písemná zmínka o vesnici pochází až z roku 1295, románská bazilika je ale už z konce 12. století.
V roce 1319 tu jsou doloženi Hájkové z Tismic a později Vrbíkové z Tismic, kteří Tismice prodali majitelům Českého Brodu. V 16. století Tismice také krátce patřily Ichtricům z Ichtric.
Roku 1623 se Tismice dostaly do vlastnictví Lichtenštejnů a byly až do roku 1848 součástí černokosteleckého panství. Během pozemkové reformy byl z hospodářského dvora vytvořen zbytkový statek Tismice a propachtován statkáři p. Kummermannovi.

### Územněsprávní začlenění
Dějiny územněsprávního začleňování zahrnují období od roku 1850 do současnosti. V chronologickém přehledu je uvedena územně administrativní příslušnost obce v roce, kdy ke změně došlo:
- 1850 země česká, kraj Pardubice, politický okres Černý Kostelec, soudní okres Český Brod[8]
- 1855 země česká, kraj Praha, soudní okres Český Brod
- 1868 země česká, politický i soudní okres Český Brod
- 1939 země česká, Oberlandrat Kolín, politický i soudní okres Český Brod[9]
- 1942 země česká, Oberlandrat Praha, politický i soudní okres Český Brod[10]
- 1945 země česká, správní i soudní okres Český Brod[11]
- 1949 Pražský kraj, okres Český Brod[12]
- 1960 Středočeský kraj, okres Kolín
- 2003 Středočeský kraj, obec s rozšířenou působností Český Brod

### Rok 1932
Ve vsi Tismice (480 obyvatel, poštovna, katol. kostel) byly v roce 1932 evidovány tyto živnosti a obchody: dlaždič, 2 hostince, kolář, kovář, 3 krejčí, mlýn, 3 obuvníci, pokrývač, porodní asistentka, povoznictví, 5 rolníků, 2 řezníci, 3 obchody se smíšeným zbožím, 3 tesařští mistři, trafika, truhlář, zednický mistr.
Ve vsi Limuzy (363 obyvatel, samostatná ves se později stala součástí Tismic) byly v roce 1932 evidovány tyto živnosti a obchody: cihelna, 2 hostince, kolář, kovář, obuvník, 2 rolníci, řezník, sedlář, 2 obchody se smíšeným zbožím, trafika, velkostatek.

## Pamětihodnosti
- Kostel Nanebevzetí Panny Marie – pozdně románská bazilika z 12. století se třemi apsidami a dvěma průčelními věžemi
- Na návrší nad jižním okrajem vesnice stávalo tismické hradiště. Zaniklo požárem na počátku devátého století a jeho pozůstatky byly zničeny zemědělskou činností. Několik archeologických výzkumů doložilo existenci opevnění a prozkoumalo řadu sídlištních objektů.[15]
- Fara čp. 2

## Doprava
Dopravní síť
- Pozemní komunikace – Do obce vedou silnice III. třídy. Ve vzdálenosti 1,5 km vede silnice I/12 Praha – Kolín.
- Železnice – Železniční trať ani stanice na území obce nejsou. Nejbližší železniční stanicí je Český Brod ve vzdálenosti 4 km ležící na trati 011 z Prahy do Kolína.

Veřejná doprava 2025
- Autobusová doprava – V obci má zastávky autobusová linka 435 v trase Klučov,Skramníky - Chrášťany - Klučov,Lstiboř - Český Brod,Liblice,obec - Český Brod,žel.st. - Vrátkov - Tismice - Přišimasy - Hradešín - Doubek - Babice - Říčany,Strašín,rest. - Říčany,nádraží - Říčany,Wolkerova a také linka 491 v trase Český Brod,žel.st. - Tismice,MŠ - Doubravčice - Štíhlice,Doubravčická - Mukařov. Obec je též obsluhována ve večerních hodinách poptávkovou dopravou PID Haló.

## Osobnosti
- Jiří Mošna (1928–2010), kněz, osobní arciděkan
- Václav Nehasil (1845–1929), statkář a politik, poslanec zemského sněmu

## Galerie

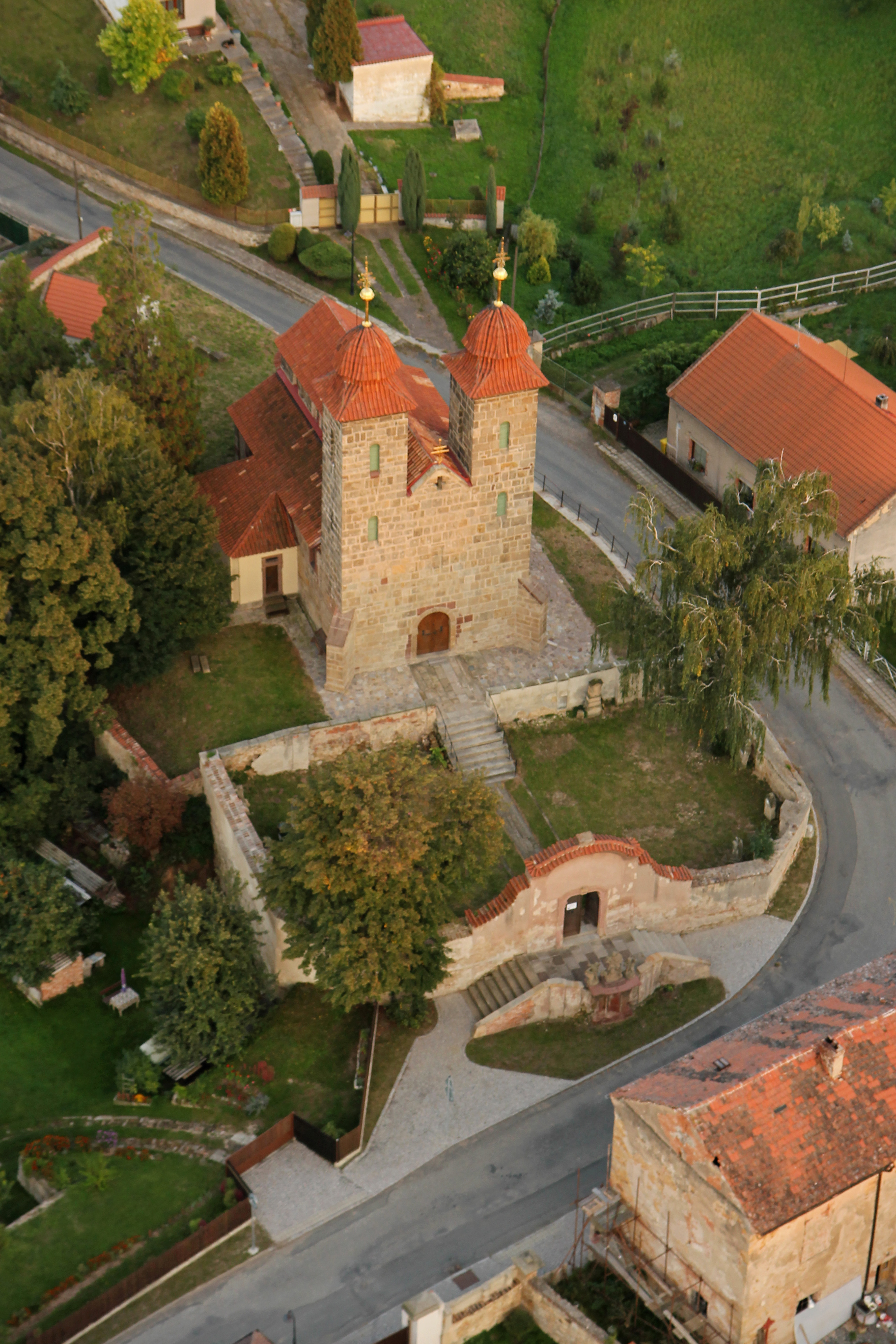
Letecká fotografie s bazilikou
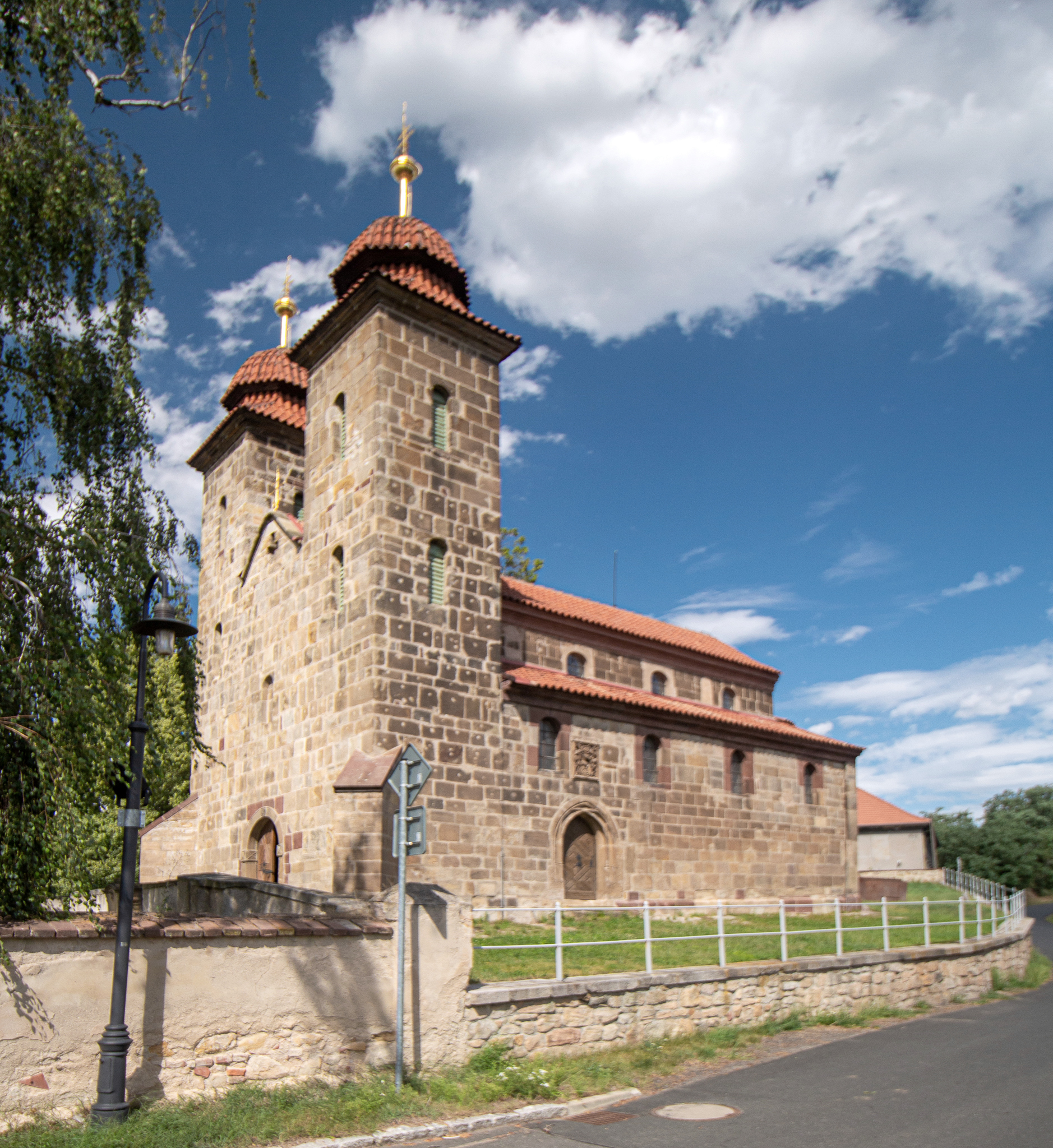
Románská bazilika Nanebevzetí Panny Marie
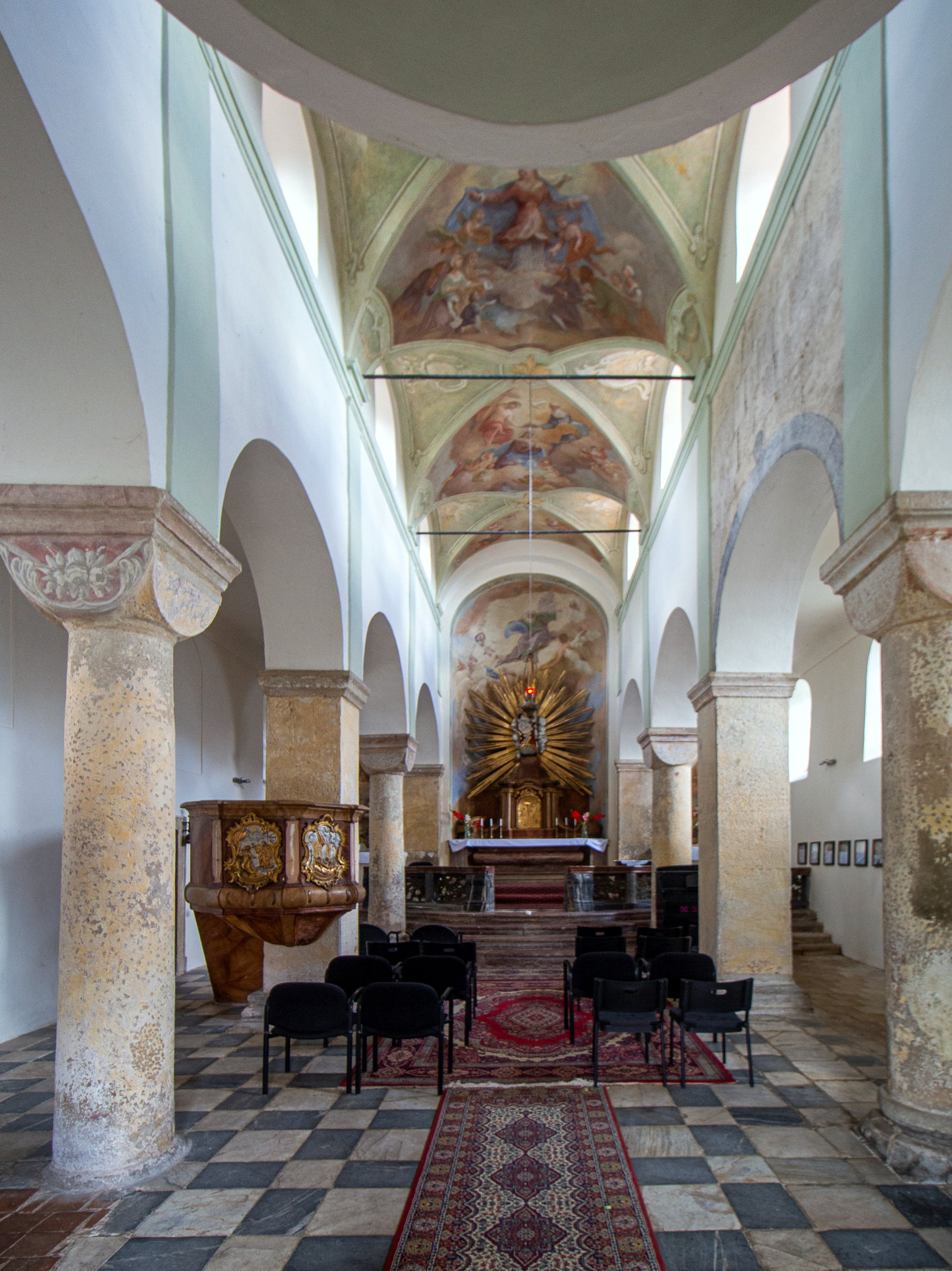
Interiér baziliky
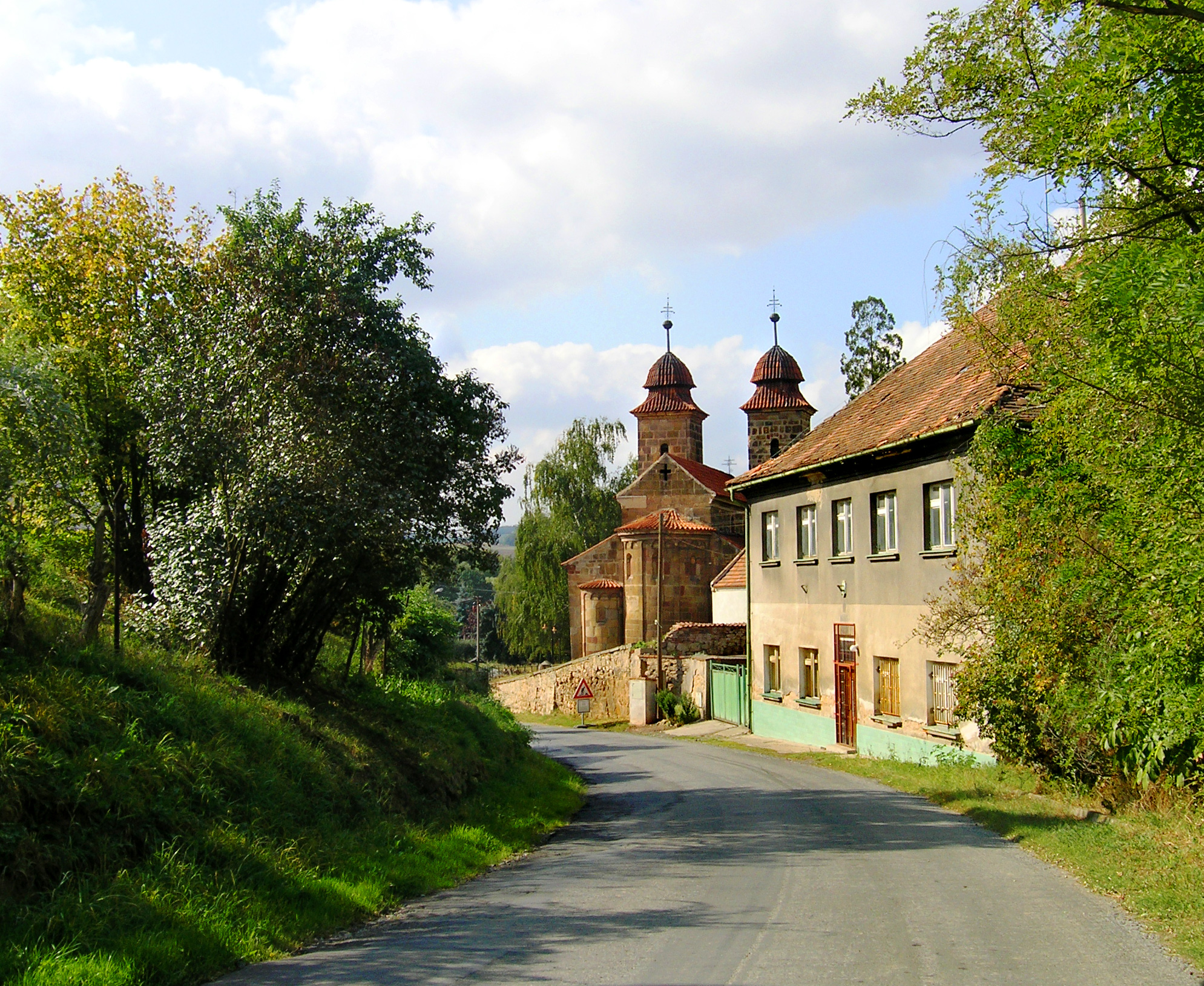
Ulice od východu
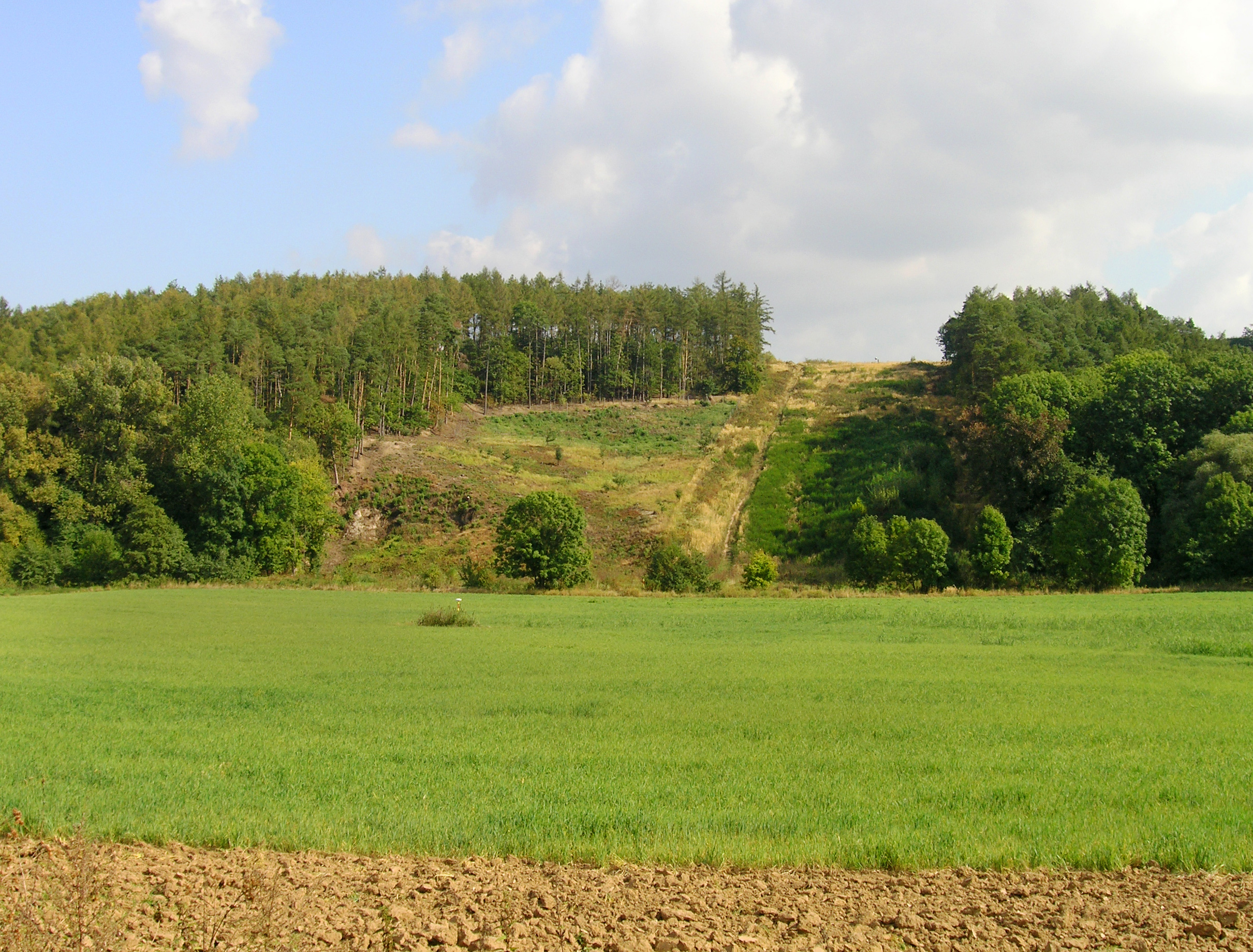
Lesy jižně od obce
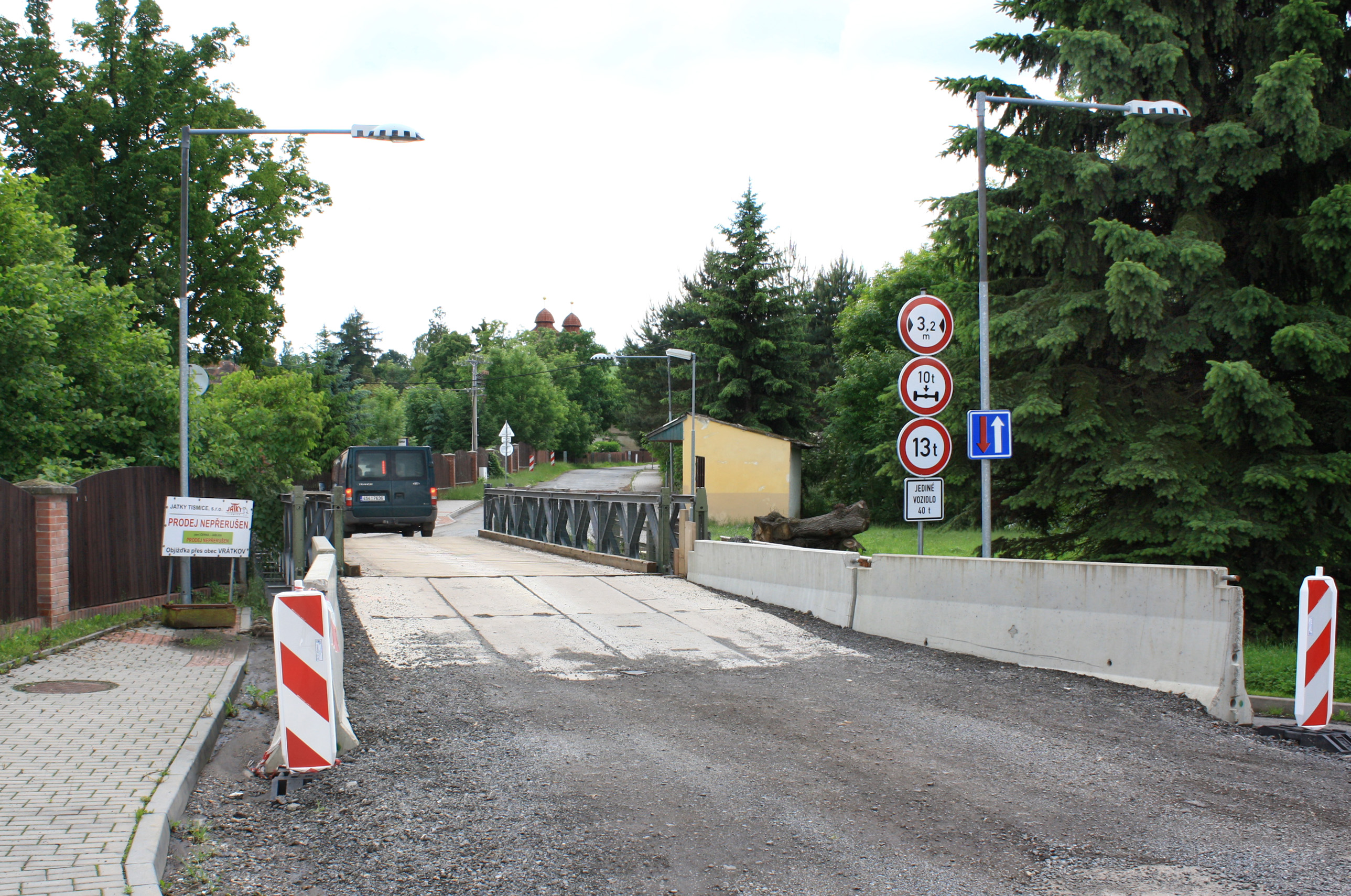
Provizorní most přes potok Bušinec